# Туризм в Андорре

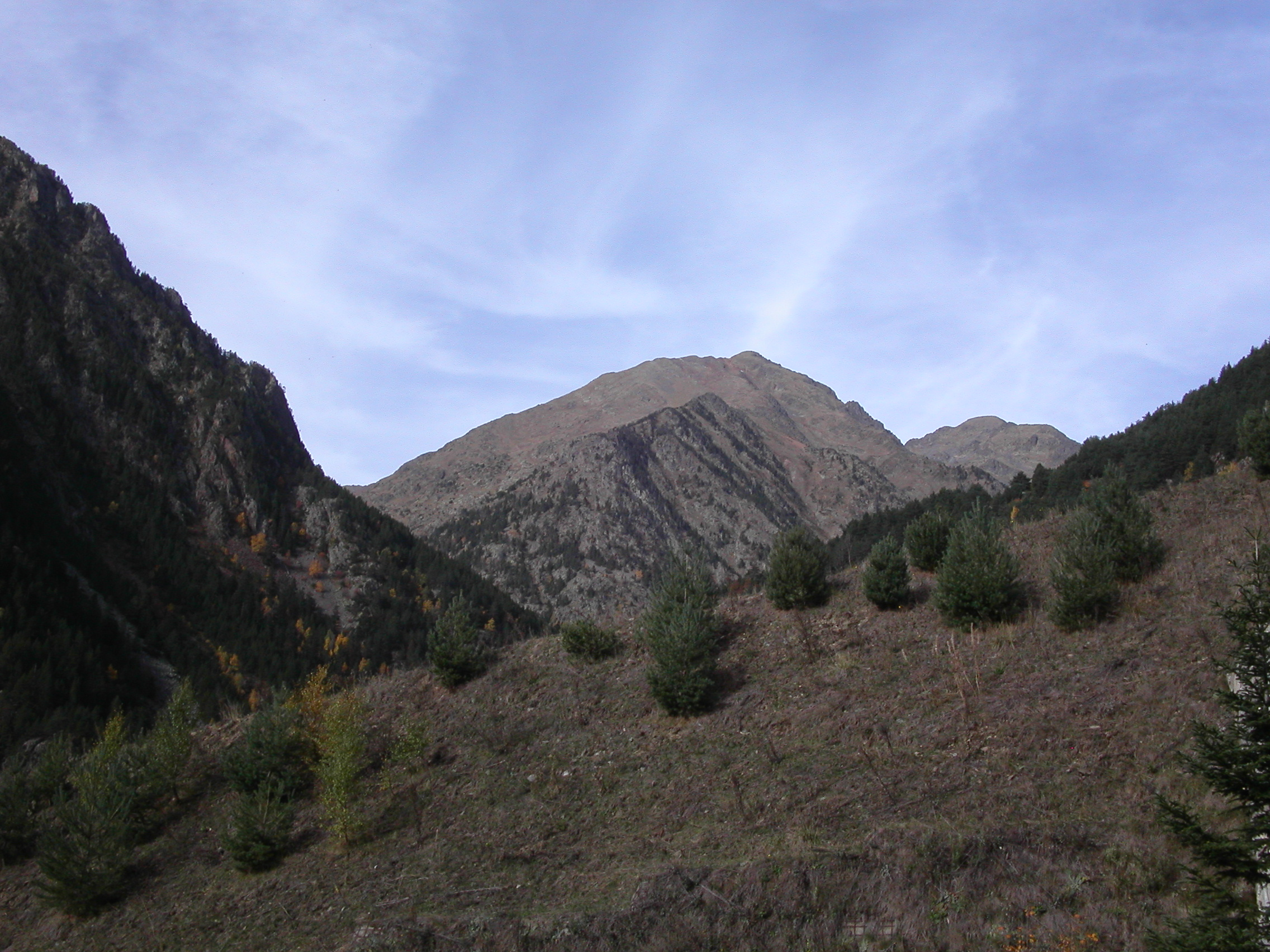
Высота Кома-Педроса составляет 2942 метра над уровнем моря, что делает её самой высокой точкой Андорры

Основные достопримечательности Андорры — горнолыжные курорты.

## Горнолыжные курорты
- Канильо
- Энкамп
- Эскальдес
- Сольдеу — Эль-Тартер
- Пас-де-ла-Каса
- Грау-Роч

## Общины
В стране сохранились римские арочные мосты на реке Валира-дель-Орьен, руины арабских крепостей, датируемые VIII—X вв., и руины замка графа де Фуа на горе Анклар, построенного в XII веке. К XI—XII вв. относятся небольшие однонефные церкви в стиле иберийского раннероманского зодчества.

### Андорра-ла-Велья
Достопримечательность города — церковь Св. Арменголя (XI—XII вв.), резиденция правительства, здание Каса-де-лос-Валье со сторожевой башней, постройки 1508 года.

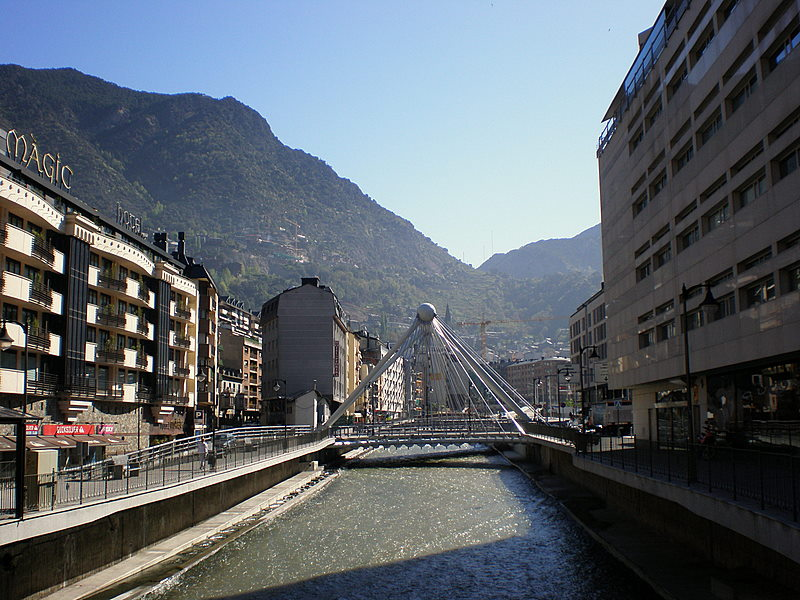
Центр города, мост через реку Валира
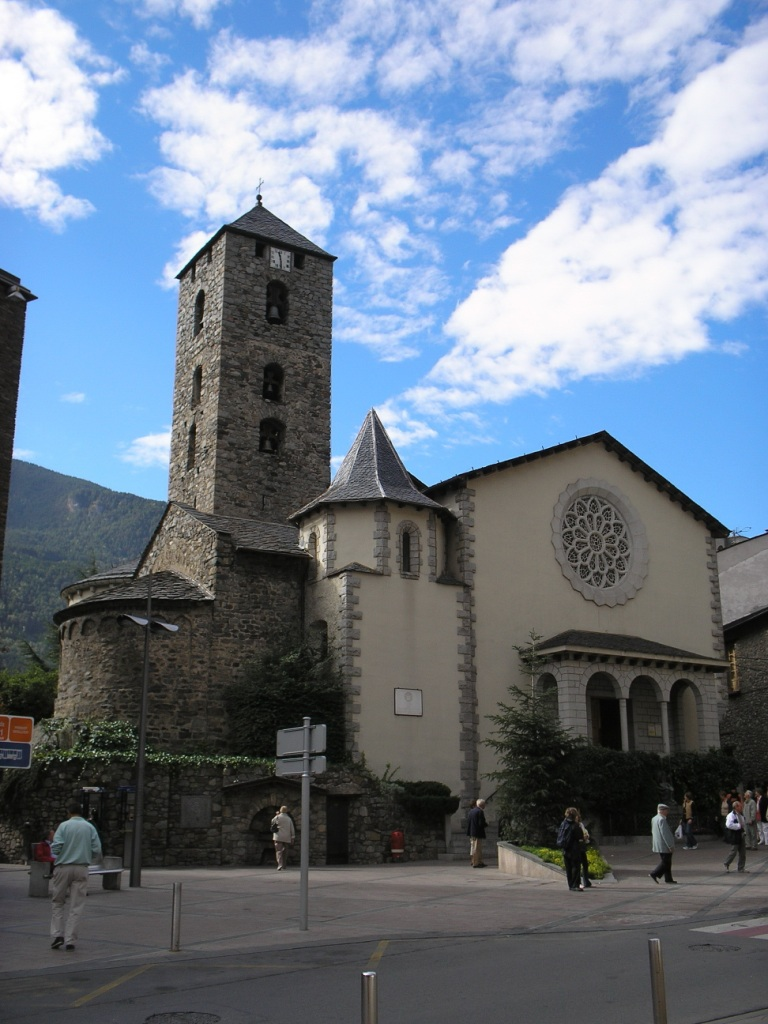
Центр столицы Андорры
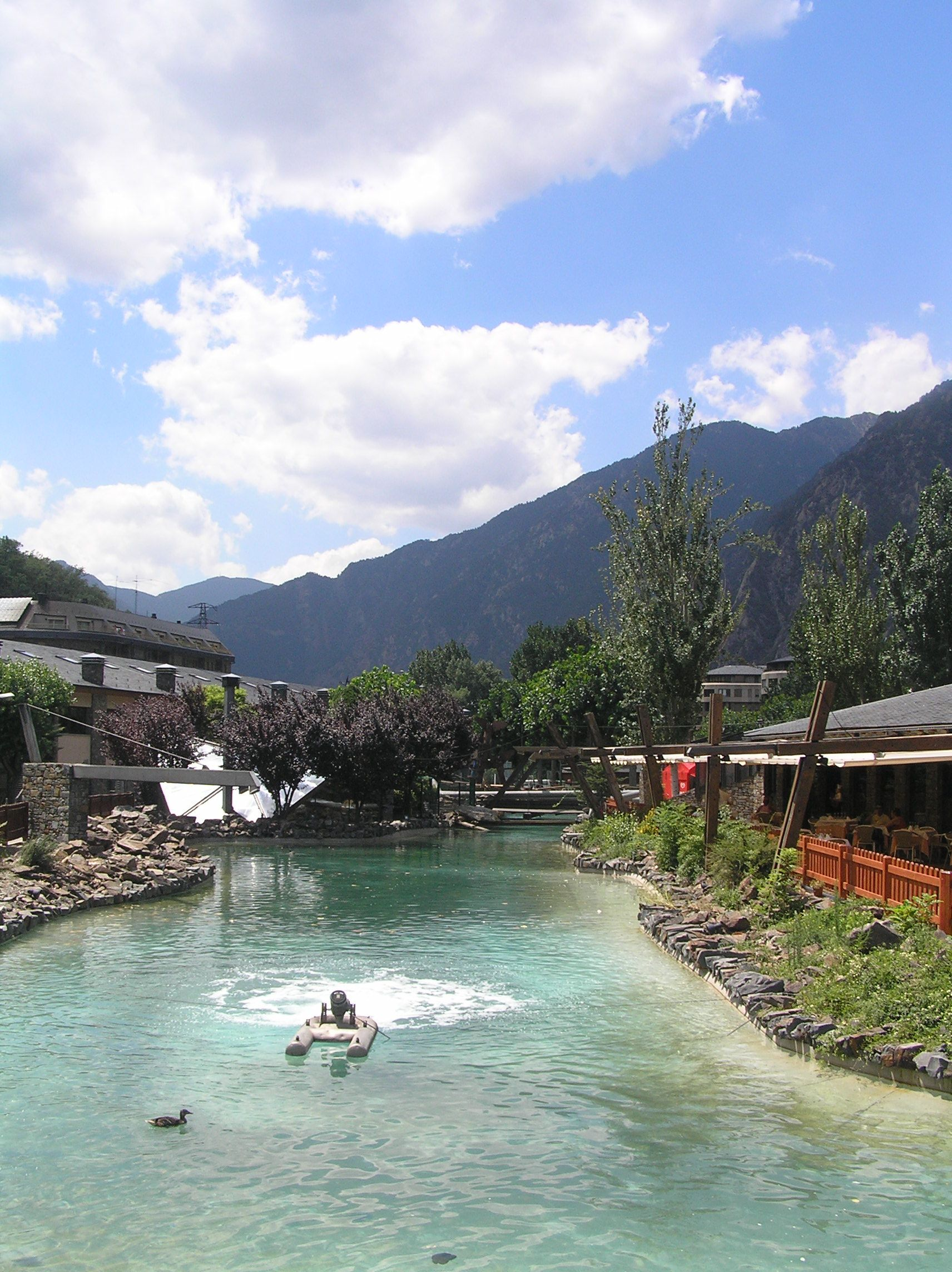
Центральный парк

### Канильо
Основная достопримечательность Канильо — ледовый дворец Palau de Gel (бассейн 25 м, большой крытый каток, тренажёрный зал, сквош, сауна, зал игровых автоматов, ресторан и кафе).

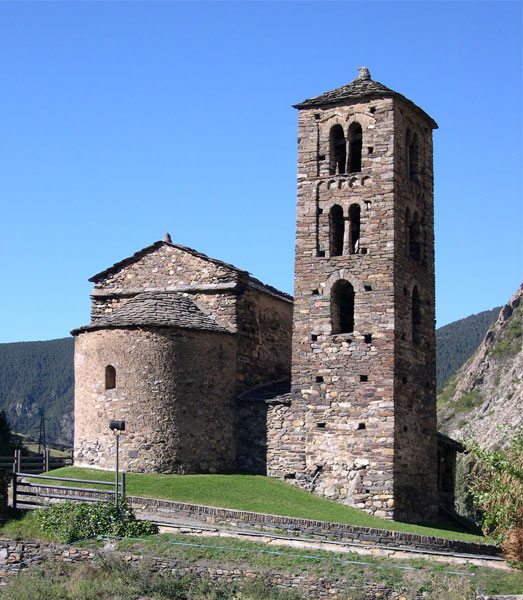
Римская  церковь святого Жана

### Ла-Массана
На территории общины расположена самая высокая точка Андорры — пик Кома Педроса.

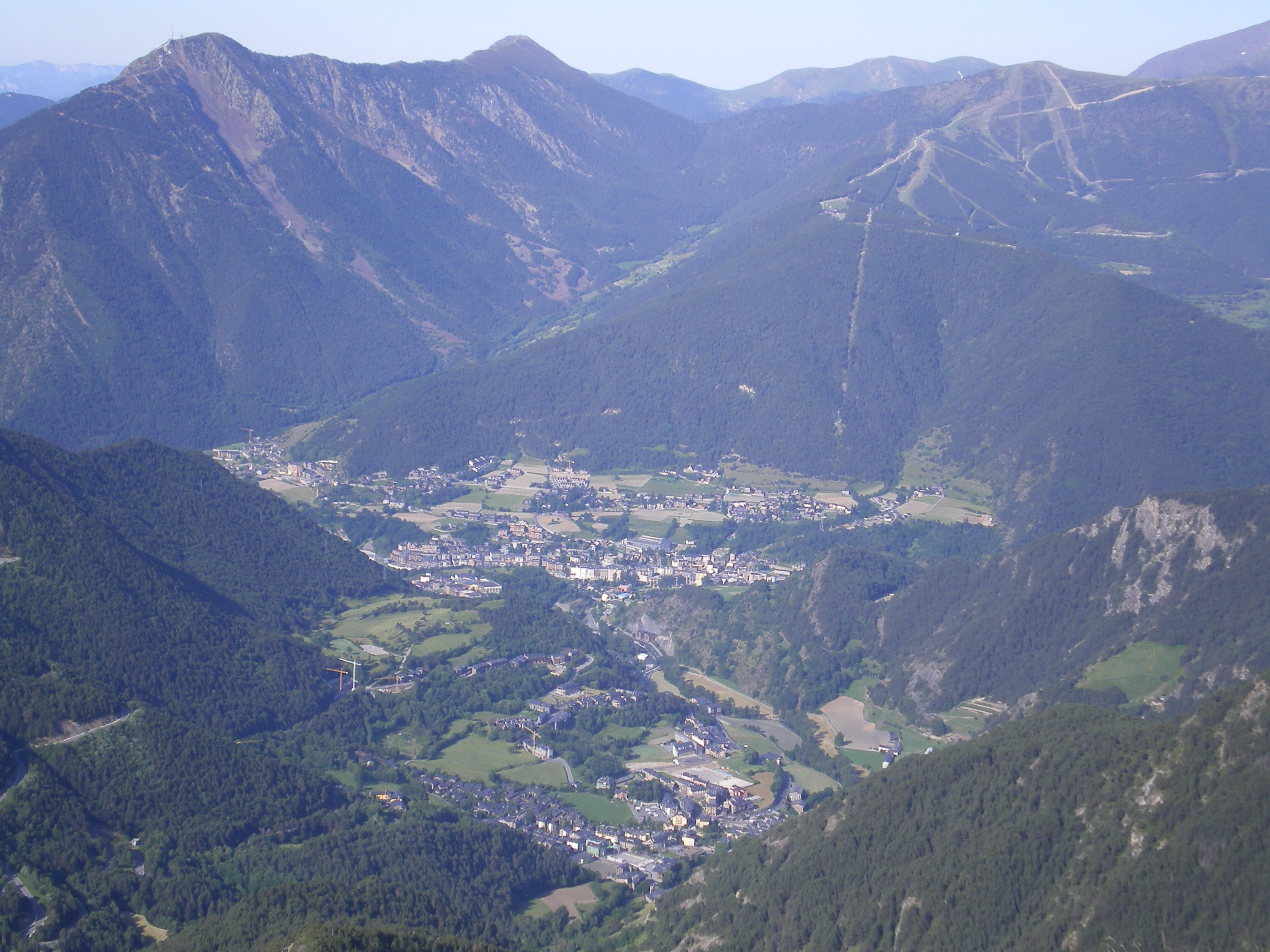
Ла-Массана
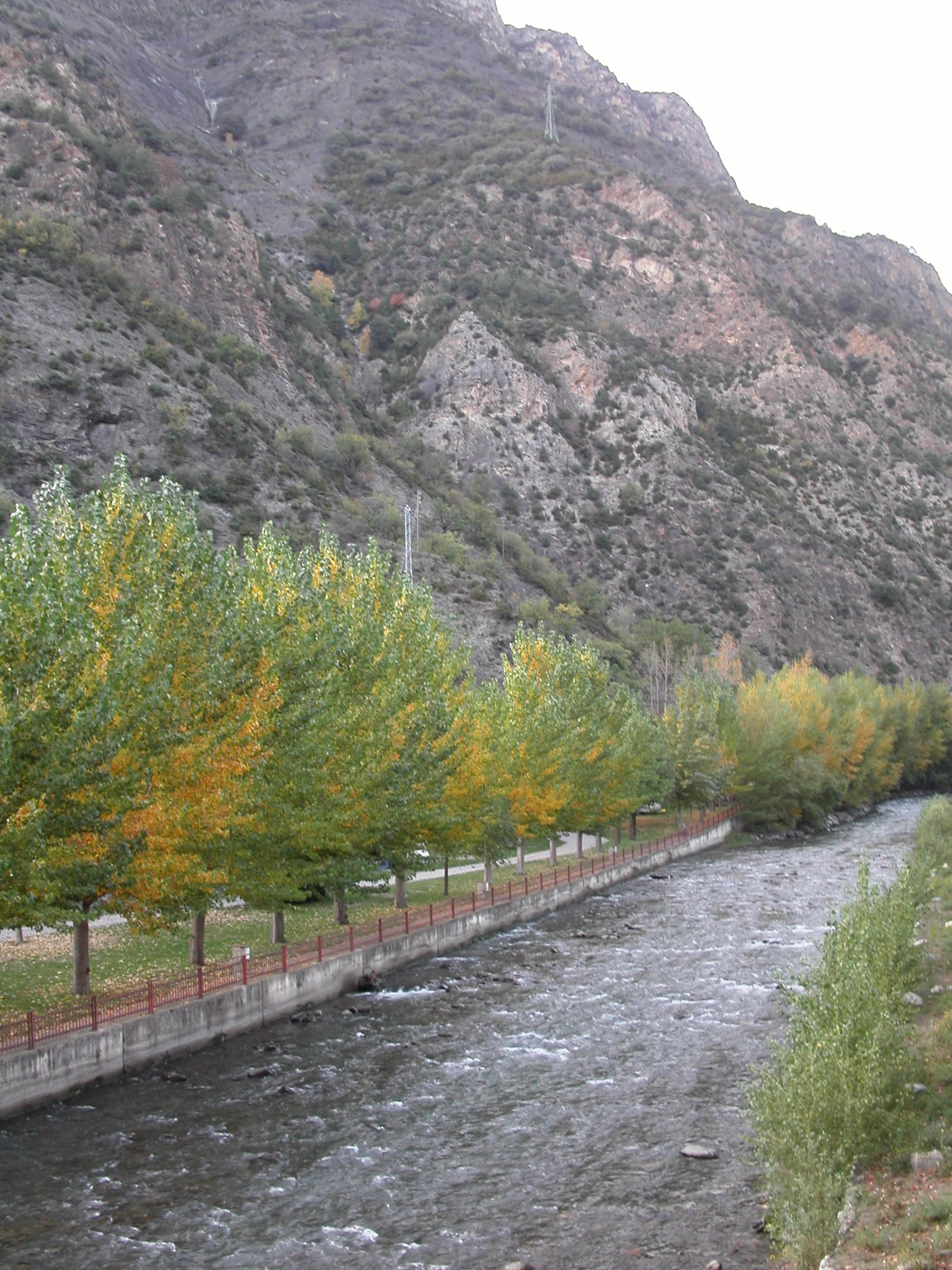
река Валира

### Ордино
Достопримечательность Ордино — Свято-Георгиевский музей православной иконы, в котором собрано около ста русских, греческих и болгарских икон XVI—XIX веков. Кроме этого, в музее имеется библиотека и видеосюжеты из мест, откуда были привезены иконы, а также фотографии православных соборов и церквей.
Представляет интерес Музей микроминиатюр с шедеврами украинского мастера Николая Сядристого, которые видны только под микроскопом, а также Музей архитектурных миниатюр с макетами самых значительных построек Андорры.
В Ордино также функционирует этнографический музей д’Арени и Пландолит, представляющий собой наследственный дом династии Арени Пландолит (1633 г.) с экспозицией, посвященной самым известным и авторитетным людям Андорры.

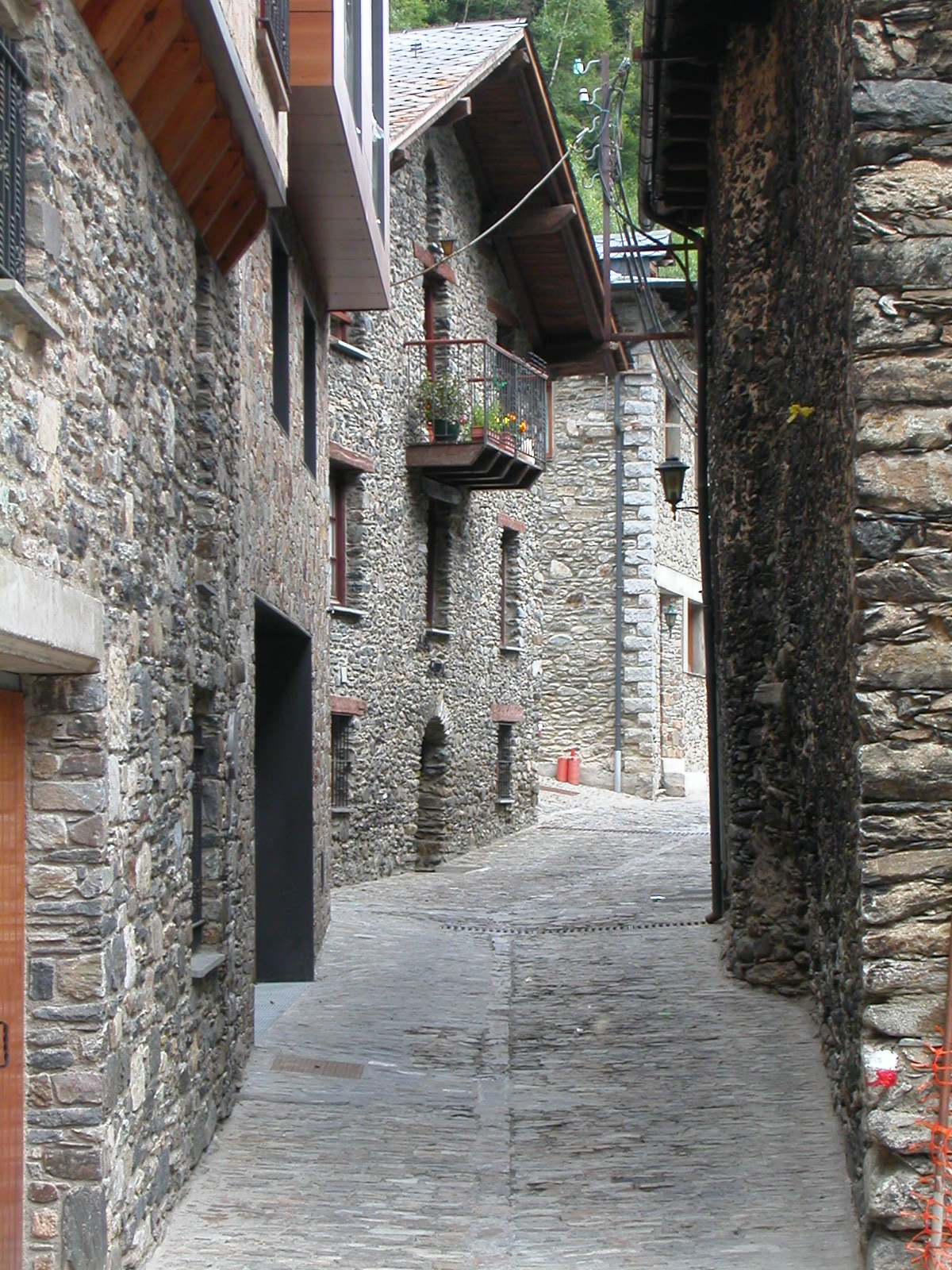
Улица в Ордино
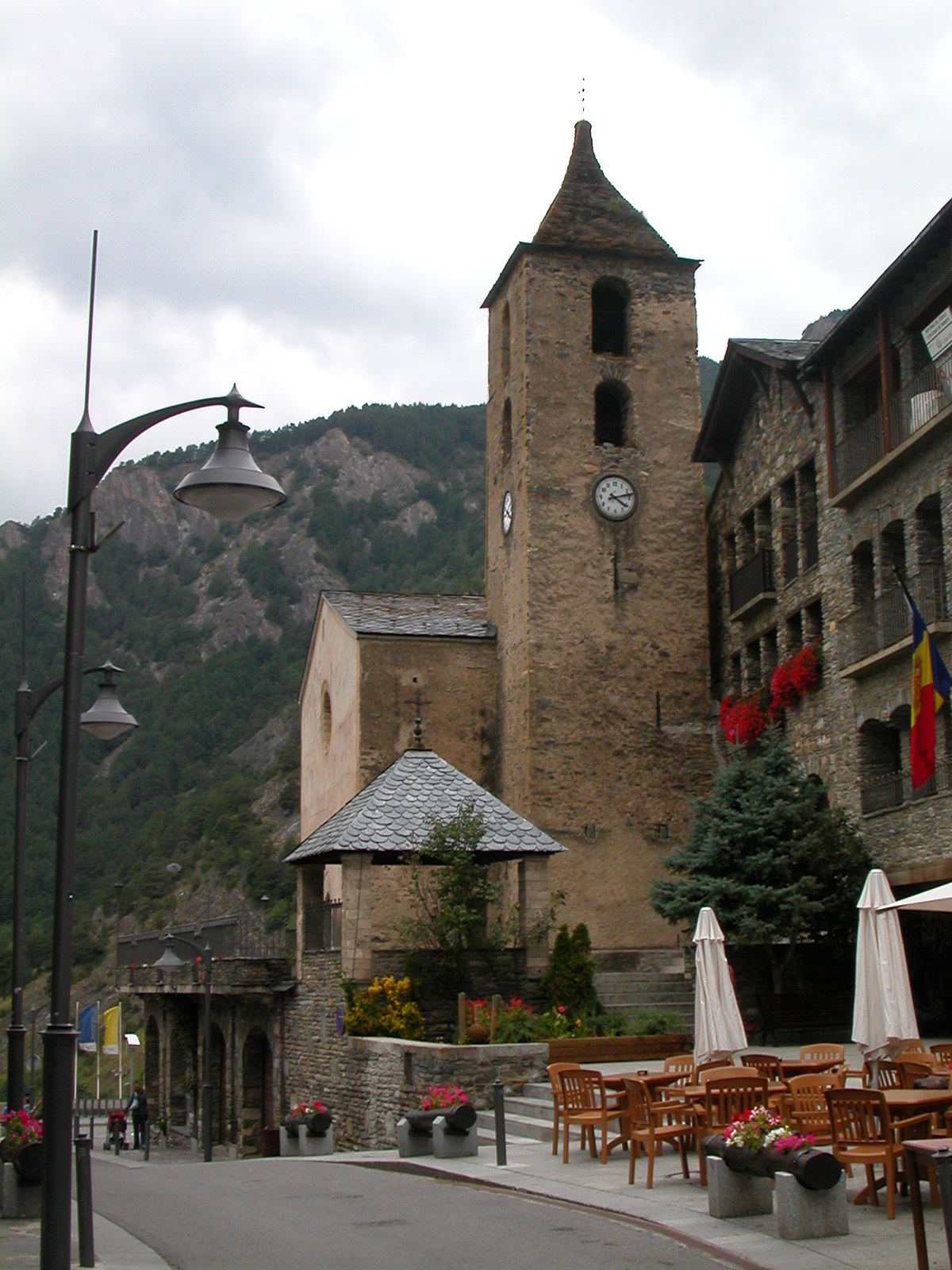

### Сант-Жулия-де-Лория
Самая южная община в административном делении страны.

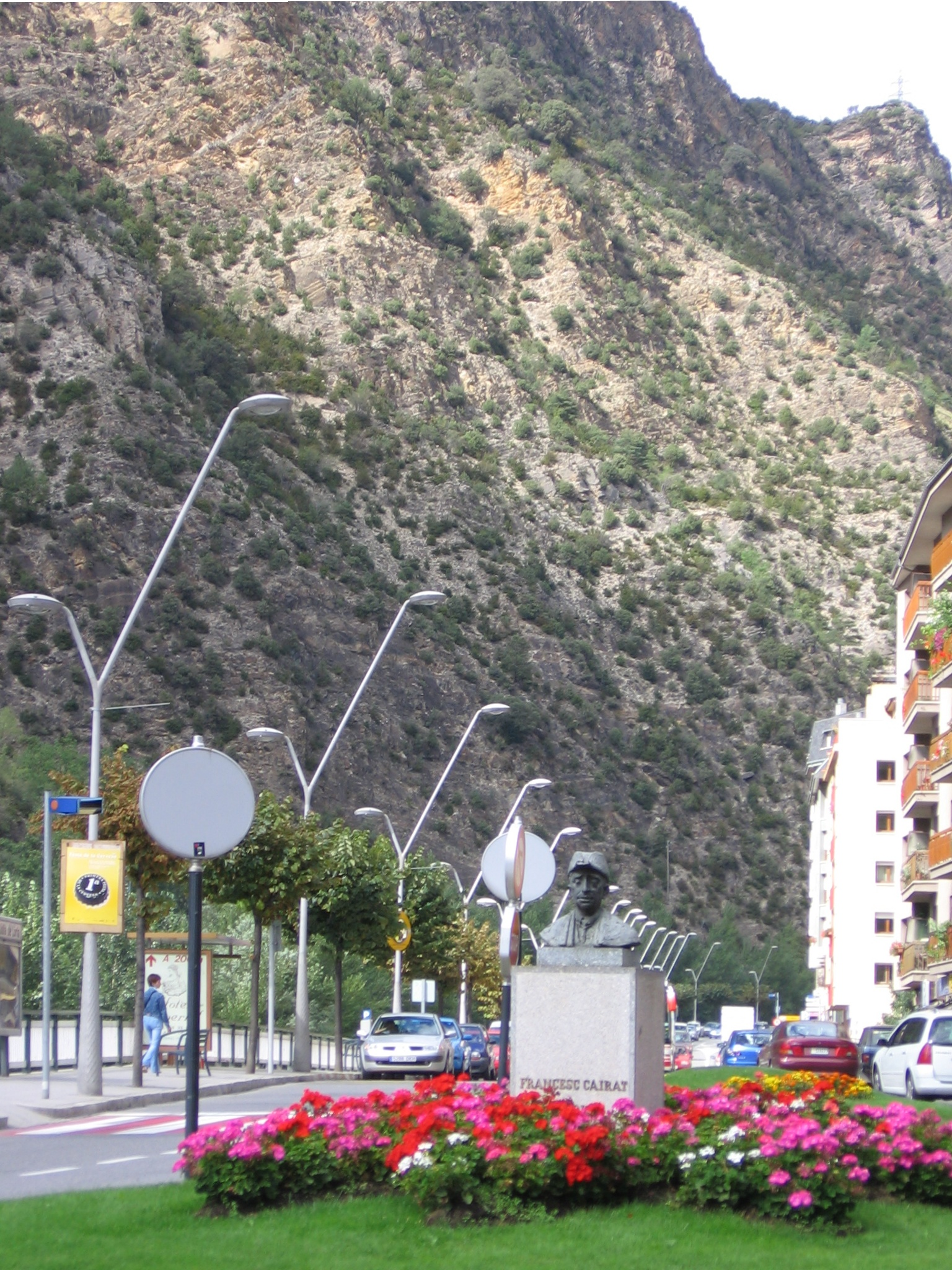
Памятник Франциску Кайрату — верховному главе магистрата в 1937—1960 годы

### Эскальдес-Энгордань
Основная достопримечательность — терморазвлекательный комплекс «Кальдеа».